# جوزيه جونستون برستون
جوزيه جونستون برستون هو سياسي كندي، ولد في 7 يونيو 1855، وتوفي في 10 يوليو 1937. حزبياً، نشط في حزب أونتاريو المحافظ التقدمي. وقد انتخب عضو برلمان مقاطعة أونتاريو.